# Darmstadt-Wixhausen (przystanek kolejowy)
Darmstadt-Wixhausen – przystanek kolejowy w Darmstadt, w kraju związkowym Hesja, w Niemczech. Znajduje się tu 1 peron.